# Donatella Di Cesare
Donatella Di Cesare (Roma, 29 aprile 1956) è una filosofa, editorialista e saggista italiana, professore ordinario di filosofia teoretica all'Università "La Sapienza" di Roma. Ha tenuto lezioni e conferenze in molte università europee ed americane. I suoi libri sono tradotti in 8 lingue.

## Biografia
Di Cesare si è perfezionata prima all'Università di Tubinga, poi a quella di Heidelberg, dove è stata allieva di Hans-Georg Gadamer, occupandosi di fenomenologia ed ermeneutica filosofica, di cui ha offerto una visione vicina al decostruzionismo di Jacques Derrida. Si è occupata successivamente delle responsabilità della filosofia verso l'Olocausto, della condizione umana sottoposta alla violenza estrema, del terrore nell'età della globalizzazione, del tema della sovranità, degli interrogativi filosofico-politici sull'estraneità e sul mito dell'identità.
Fa parte del comitato scientifico della Internationale Wittgenstein-Gesellschaft e dei «Wittgenstein-Studien» ed è esponente dell'Associazione Italiana Walter Benjamin. Dal 2011 al 2015 è stata vicepresidente della Martin Heidegger-Gesellschaft e dal 2016 dirige la collana «Filosofia per il XXI secolo» per la casa editrice Mimesis. Dal 2018 è membro del consiglio scientifico e strategico del CIR Onlus (Consiglio Italiano per i Rifugiati). Collabora con diversi giornali e riviste tra cui L'Espresso, il manifesto, La Stampa ed il Fatto Quotidiano.
Si è caratterizzata per i suoi lavori sulla Shoah e la sua denuncia dell'antisemitismo, in particolare di Heidegger nei Quaderni Neri ai quali ha dedicato due libri che hanno suscitato dibattito tra importanti filosofi. Il suo libro Heidegger e gli ebrei: I quaderni neri è stato definito da Gianni Vattimo: " Il testo mai ancora scritto che, più che offrire strumenti per rileggere Heidegger, lo illumina come un vero e proprio documento d’epoca, in cui si riassume una parte decisiva della cultura del Novecento". Dopo questi lavori, Donatella Di Cesare è stata minacciata e costretta a vivere sotto scorta per tre anni.
Durante la pandemia di COVID-19 si è espressa a favore del vaccino e del Green Pass, criticando in particolare le riserve espresse da Massimo Cacciari e Giorgio Agamben.
Molto scalpore mediatico hanno suscitato i suoi interventi pubblici riguardo all'invasione russa dell'Ucraina del 2022. Ha assunto una posizione pacifista, dichiarando la necessità di porre fine al supporto militare all'Ucraina. Ha sottoscritto un appello contro la guerra con il fisico Carlo Rovelli ed il missionario Alex Zanotelli, documentando i rischi dell'olocausto nucleare e richiamando le forze politiche a un'azione diplomatica per evitare l'escalation militare.
Ha firmato un appello al voto per la lista Unione Popolare alle elezioni politiche in Italia del 2022.
Ulteriore indignazione ha avuto il suo post su X da lei pubblicato il 5 marzo 2024 alla morte della brigatista Barbara Balzerani: "La tua rivoluzione è stata anche la mia. Le vie diverse non cancellano le idee. Con malinconia un addio alla compagna Luna. #barbarabalzerani". In seguito al post, la rettrice dell'Università "La Sapienza", Antonella Polimeni, si è subito dissociata dalle dichiarazioni della docente del suo ateneo, esprimendo "sconcerto", condannando "ogni forma di violenza" e prendendo "le distanze da qualsiasi dichiarazione di condivisione o vicinanza a idee, fatti e persone che non rispettano o non hanno rispettato le leggi della Repubblica e i principi democratici espressi dalla Costituzione".

## Opere
- Utopia del comprendere, Genova, Il Melangolo, 2003. ISBN 978-88-7018-495-2. Nuova edizione aggiornata: Torino, Bollati Boringhieri, 2021. ISBN 978-88-3393-864-6
- Gadamer, Bologna, Il Mulino, 2007. ISBN 9788815114761
- Se Auschwitz è nulla. Contro il negazionismo, Genova, Il Melangolo, 2012. ISBN 9788870188356. Nuova edizione ampliata: Torino, Bollati Boringhieri, 2022. ISBN 978-88-3393-862-2
- Heidegger e gli ebrei. I "Quaderni neri", Torino, Bollati Boringhieri, 2014. ISBN 9788833927367.
- Heidegger & Sons. Eredità e futuro di un filosofo, Torino, Bollati Boringhieri, 2015. ISBN 9788833927282.
- Tortura, Torino, Bollati Boringhieri, 2016. ISBN 9788833928470.
- Stranieri residenti. Una filosofia della migrazione, Torino, Bollati Boringhieri, 2017. ISBN 9788833927350.
- Terrore e modernità, Torino, Einaudi, 2017. ISBN 9788806231699.
- Terrorismo y guerra civil global, Gedisa, Barcelona 2017 (in spagnolo).
- Marrani, Torino, Einaudi, 2018. ISBN 9788858428658.
- Sulla vocazione politica della filosofia, Torino, Bollati Boringhieri, 2018. ISBN 9788833929538.
- Virus sovrano? L'asfissia capitalistica, Torino, Bollati Boringhieri, 2020. ISBN 9788833935768.
- Il tempo della rivolta, Torino, Bollati Boringhieri, 2020. ISBN 9781509548385
- Il complotto al potere, Torino, Einaudi, 2021. ISBN 978-88-06-24501-6
- Democrazia e anarchia. Il potere nella polis, Torino, Einaudi, 2024. ISBN 9788806243623